# Jean François Mbaye
Jean François Mbaye (ur. 1 stycznia 1979 w Dakarze) – francuski polityk reprezentujący partię La République En Marche. W wyborach parlamentarnych czerwcu 2017 został wybrany do francuskiego Zgromadzenia Narodowego, gdzie reprezentuje departament Val-de-Marne.
We francuskim parlamencie zasiada w Komisji Spraw Zagranicznych, a także francusko-gambijskiej grupie przyjaźni parlamentarnej.